# Wie is de Sjaak?
Wie is de Sjaak? was een dagelijks programma in 2015 werd uitgezonden bij RTL 5.
In het humoristische programma moeten onder andere Rick Brandsteder, Tess Milne, Veronica van Hoogdalem en JayJay Boske elk binnen 15 minuten op straat iemand zien te vinden die een vergaande opdracht (challenge) wil uitvoeren voor € 250. Deze opdrachten zitten in kokers die ze hierbij meekrijgen. Vaak is het daarbij zo, dat de kandidaat nadat hij de opdracht heeft gedaan, binnen 15 minuten een aantal mensen moet overhalen om hetzelfde te doen. Deze mensen worden willekeurig van de straat geplukt. Als een kandidaat wordt gevonden en deze de opdracht haalt, dan wint deze de € 250 en mag deze kiezen of hij het geld houdt of het geld teruggeeft, om met een dobbelsteen te gooien. Op deze dobbelsteen staan verschillende bedragen van € 1 tot € 1000. Als de kandidaat kiest om de dobbelsteen te gooien, krijgt hij het bedrag dat hij gooit. Dit bedrag kan dan hoger of lager zijn dan de € 250 die hij anders had gewonnen.
Wordt er geen kandidaat gevonden of haalt een gevonden kandidaat de opdracht niet, dan is de presentator de "Sjaak" en moet hij de opdracht zelf proberen uit te voeren. Als dit ook niet lukt, dan moet de presentator een tegenprestatie uitvoeren. Dit wordt gedaan aan het eind van het programma nadat alle opdrachten zijn uitgevoerd.